# Бжезіни
Бжезі́ни (пол. Brzeziny) — місто в центральній Польщі, на річці Мрожиця.
Адміністративний центр Бжезінського повіту Лодзького воєводства.

На початку 2009 року в місті налічувалось 12 331 мешканець.

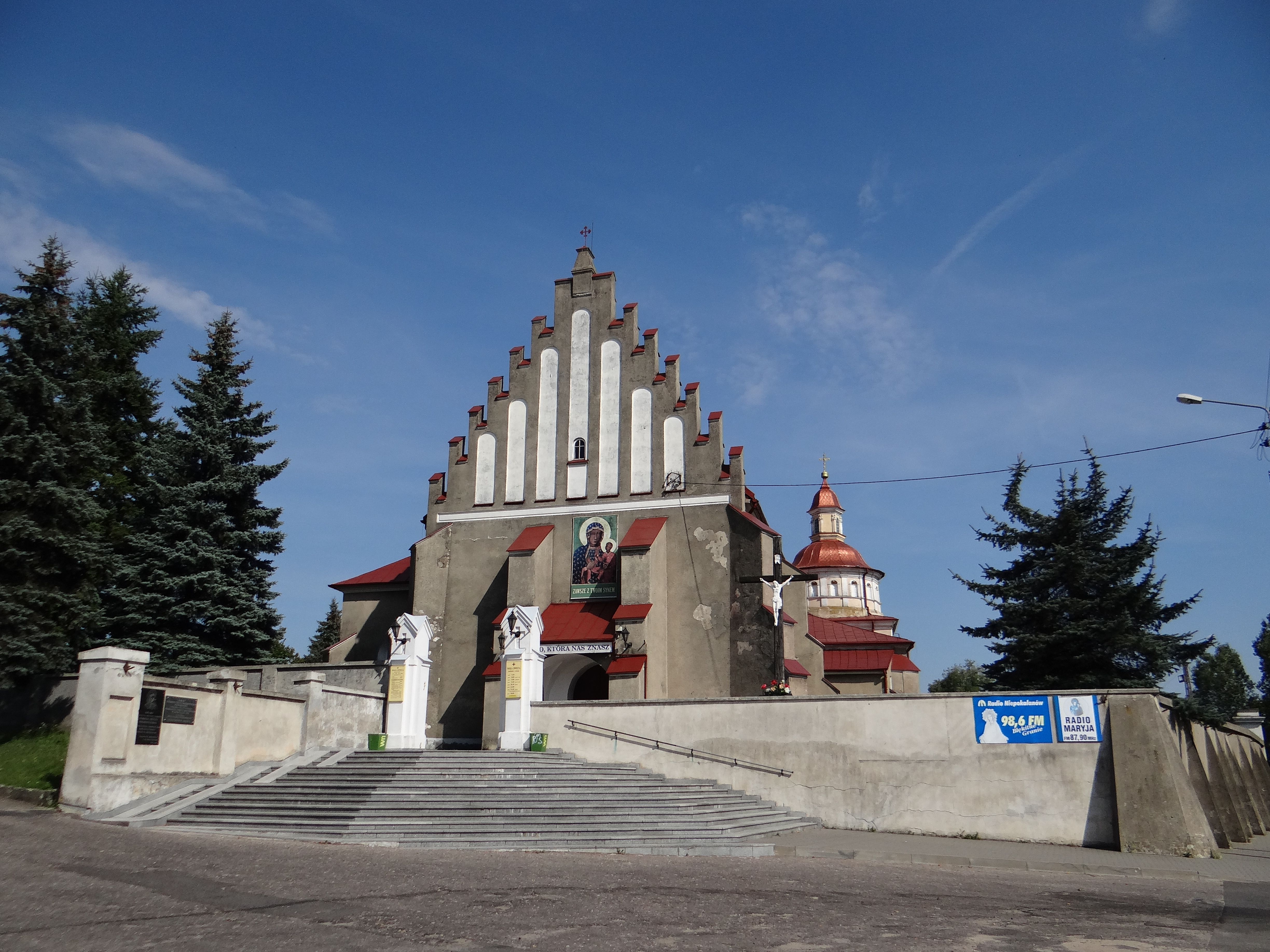
Костел Воздвиження Чесного Хреста

## Історія
Згідно з існуючими документами, Бжезіни існували у вигляді поселення вже в 11—12 ст., оскільки на цьому місці був центр римо-католицької парафіїsiedziba parafii. Перша згадка про Бжезіни як міста походить з 1332 року. У 1364 році міські привілеї були підтверджені Казимиром Великим. Інтенсивний розвиток міста був зумовлений його положенням на перехресті шляхів з Торуня на Київську Русь. Особливо інтенсивний розвиток Бжезін припав на період від 2-ї половини 15 ст. до початку XVII ст.

## Демографія
Демографічна структура станом на 31 березня 2011 року:
|          | Загалом | Допрацездатний вік | Працездатний вік | Постпрацездатний вік |
| -------- | ------- | ------------------ | ---------------- | -------------------- |
| Чоловіки | 5943    | 1105               | 4284             | 554                  |
| Жінки    | 6600    | 1098               | 4052             | 1450                 |
| Разом    | 12543   | 2203               | 8336             | 2004                 |

## Відомі люди
- Навчався Мацей Стрийковський — польський історик, поет, дипломат, католицький священик (капелан).